# Cavignano
Cavignano è una frazione a 3 km di distanza dal capoluogo marchigiano Ascoli Piceno.

## Storia
Il borgo di Cavignano nacque grazie ai Marchesi Sacconi Natali che costruirono una residenza in aperta campagna a circa 3 km dal centro di Ascoli Piceno all'incirca nel 1762.
Annessi alla residenza del Marchese, furono costruiti uno stabilimento bacologico,una scuderia,una chiesa con relativa cappella cimiteriale e una scuola elementare, poco distante dalla residenza dei Marchesi fu poi realizzato un chalet spesso utilizzato dai marchesi come postazione di caccia.
La residenza venne costruita sui resti di una torre di avvistamento edificata durante il periodo del Regno Borbonico;la torre di avvistamento monitorava il tratto di strada (Piceno/Aprutina ss81)che collegava Ascoli Piceno con Teramo.
Nel 1995 gli eredi del Marchese Ambrosi Sacconi Natali vendettero la proprietà e l'intero borgo venne ristrutturato, nel rispetto dell'originario progetto architettonico, in circa 20 unità immobiliari.